# Sardoal
Sardoal là một huyện thuộc tỉnh Santarém, Bồ Đào Nha. Huyện này có diện tích 92 km², dân số thời điểm năm 2001 là 4104 người.